# Arpegio
El arpegio (del italiano arpeggiare: ‘tocar el arpa’) es una manera de ejecutar los tonos de un acorde: en vez de tocarlos de manera simultánea, se hacen oír en sucesión rápida, generalmente del más grave al más agudo.

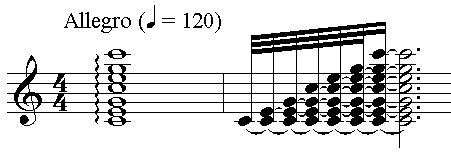
Acorde con el símbolo de arpegio (izq.), y manera de ejecutarlo (der.).

Cuando se toca un acorde en arpegio, significa que el músico toca las notas del acorde una tras otra de manera veloz (de otro modo estaría ejecutando un  acorde desplegado).
El nombre deriva del italiano arpeggio, y este de «arpa», ya que es un recurso muy común en ese instrumento.
Este recurso se utiliza más fácilmente en los instrumentos de cuerda pulsada como la guitarra y el bajo (generalmente eléctrico). Esta práctica puede influir en la de otros instrumentos. De este modo, la técnica de los laudistas influyó mucho más en Francia, en el periodo barroco, en la técnica de los clavecinistas y los clavicordistas: a Luis XIV le gustaba mucho este último instrumento.
En la guitarra, si no se está tocando con los dedos, los arpegios deben realizarse con la púa alternada, al igual que si estuviéramos tocando una escala, aunque también se realizan mediante la técnica de barrido. El dominio total de esta última nos dará una habilidad impresionante. Un gran número de guitarristas utilizan arpegios en sus solos, y, en general, los virtuosos realizan movimientos arpegiados a lo largo del mástil a una velocidad sorprendente. 
Es útil estudiar los arpegios en las diferentes posiciones y tonalidades. Esto da como resultado numerosas combinaciones para incluir en un solo. Hay guitarristas que casi prescinden de escalas, colocando los arpegios en un primer plano. 
Tocando arpegios nunca sonará una nota disonante, debido a que el acorde base de la progresión contendrá las mismas notas que el punteo. Claro que, punteando sobre un acorde podemos agregarle la séptima, la novena u otras notas para que quede más relleno.
- Datos: Q506986
- Multimedia: Arpeggios / Q506986